# Bulbamphiascus chappuisi
Bulbamphiascus chappuisi är en kräftdjursart som beskrevs av Janine Rouch 1962. Bulbamphiascus chappuisi ingår i släktet Bulbamphiascus och familjen Diosaccidae. Inga underarter finns listade i Catalogue of Life.